# Acido niflumico
L’acido niflumico è una molecola appartenente alla classe dei farmaci antinfiammatori non steroidei (FANS). Come farmaco viene utilizzato per le sue spiccate proprietà di tipo analgesico, antinfiammatorio e antipiretico. Viene utilizzato per ridurre il dolore e la flogosi nelle malattie artritiche e negli stati acuti post-operatori e post-traumatici. In Italia il farmaco viene venduto dalla società Bristol-Myers Squibb con il nome commerciale di Niflam nella forma farmaceutica di capsule rigide da 250 mg e di supposte per adulti da 500 mg e per bambini da 285 mg.

## Farmacodinamica
Studi sperimentali hanno evidenziato che il composto è in grado di inibire e talvolta perfino di sopprimere l'infiammazione, il dolore e l'edema indotti sugli animali da esperimento. Terapeuticamente appare paragonabile ad altri composti analgesici e antiflogistici.
Il meccanismo d'azione dell'acido niflumico è da imputare alla inibizione della biosintesi delle prostaglandine, secondaria alla inibizione da parte del farmaco dell'enzima prostaglandina-endoperossido sintasi conosciuta anche come ciclossigenasi. Viene così impedita la produzione di mediatori dell'infiammazione (e del dolore) come le prostacicline e le prostaglandine e di altri mediatori chimici dotati di attività vasodilatatrice, di permeabilizzazione delle membrane vasali e chemotattiche. L'acido niflumico, inibendo i suddetti enzimi, comporta una riduzione della produzione dei citati mediatori chimici e consente di controllare l'edema e il dolore associati al processo infiammatorio.

## Farmacocinetica
Acido niflumico a seguito di somministrazione per via orale viene rapidamente assorbito dal tratto gastrointestinale.
La concentrazione plasmatica massima (Cmax) viene di norma raggiunta entro 1 ora dall'assunzione. L'emivita di eliminazione è pari a circa 2 ore.

## Tossicologia
Studi sperimentali eseguiti sul topo e sul ratto hanno evidenziato una bassa tossicità della molecola con una DL50 per os rispettivamente di 1400 mg/kg peso corpereo e 580 mg/kg.

## Usi clinici
Il farmaco trova indicazione nell'attenuare l'infiammazione, il dolore e l'edema che si associano alle infiammazioni acute e croniche legati a diverse affezioni. Viene soprattutto impiegato in soggetti affetti da artrite reumatoide, osteoartrite, spondilite anchilosante, tendiniti, borsiti, sinoviti, contusioni e distorsioni dei tessuti molli, interventi e procedure operatorie odontoiatriche, ostetrico-ginecologiche e otorino-laringoiatriche.

## Effetti collaterali e indesiderati
| Tipi di reazioni                            | Comuni (>1/100, <1/10) | Non comuni (>1/1.000, <1/100)                                             | Rare (>1/10.000, <1/1.000) | Molto rare (<1/10.000)                                                                                    | Frequenza non nota |
| ------------------------------------------- | --- | ------------------------------------------------------------------------- | -------------------------- | --- | ------------------ |
| Disturbi apparato gastrointestinale         | - Nausea - Dispepsia - Vomito - Lesioni mucocutanee - Diarrea - Flatulenza - Costipazione - Dolore addominale - Melena - Ematemesi | - Ulcera peptica - Perforazione intestinale - Emorragia gastrointestinale |                            | |                    |
| Disturbi sistema nervoso centrale           | |                                                                           | - Cefalea - Vertigini      | |                    |
| Disturbi apparato renale                    | | - Insufficienza renale acuta - Nefrite interstiziale                      |                            | - Sindrome nefrotica                                                                                      |                    |
| Test di laboratorio                         | |                                                                           |                            | - Aumento AST e ALT - Trombocitopenia - Leucopenia.                                                       |                    |
| Disturbi cutanei e del tessuto sottocutaneo | |                                                                           |                            | - Orticaria - Angioedema - Dermatiti bollose - Sindrome di Stevens-Johnson - Necrolisi tossica epidermica |                    |

## Controindicazioni
Il farmaco è controindicato in soggetti con ipersensibilità nota al principio attivo oppure a uno qualsiasi degli eccipienti della forma farmaceutica. È inoltre controindicato in soggetti con anamnesi di ulcera peptica attiva oppure di emorragia e perforazione intestinale dopo assunzione di FANS, e nei soggetti con grave insufficienza epatica o renale.

## Dosi terapeutiche
Nell'adulto in linea di massima si somministra 1 capsula di acido niflumico, tre volte al giorno, durante oppure subito dopo i pasti. Nei disturbi infiammatori di particolare intensità o durata, così come in quelli che si caratterizzano per esacerbazioni acute, il dosaggio può essere aumentato, previo giudizio e valutazione del medico.
Il miglioramento della sintomatologia comporta una riduzione della posologia fino a un dosaggio minimo efficace.
Se si utilizzano supposte viene consigliata una doppia assunzione giornaliera, una al mattino e una alla sera. 
Nei bambini la posologia richiede la valutazione, caso per caso, da parte del pediatra.

## Sovradosaggio
In caso di assunzione di dosi eccessive di acido niflumico i pazienti possono presentare dolore e irritazione gastrointestinale, cefalea e sonnolenza. In casi eccezionale è possibile che si sviluppi glomerulonefrite, generalmente con evoluzione benigna e senza particolari sequele. Il trattamento indicato nel caso di intossicazione è di tipo sintomatico. È inoltre opportuno eseguire una lavanda gastrica e somministrare capsule di carbone attivo.